# 朴泰桓
朴泰桓（／*/?，1989年9月27日—），韓國游泳運動員，出身於韩国首都首爾。

## 生平
朴泰桓成名於2006年杜哈亞運，個人一口氣奪得男子游泳200公尺、400公尺及1500公尺自由式三面金牌以及一面100公尺自由式銀牌，並且協助南韓隊獲得男子400公尺自由式接力賽、四人1000公尺混合式接力及四人的200公尺自由式接力賽等的三面銅牌。打破兩項亞洲紀錄，以七面獎牌的優異表現當選成為當屆賽事最有價值運動員。
2007年世界游泳錦標賽，朴泰桓在400公尺自由式決賽成功壓倒2004年雅典奧運銀牌得主格蘭特·哈克特，最終獲得金牌，成為首位在世界游泳錦標賽奪得冠軍的韩国人。
在2008年北京奥运上，朴泰桓夺得了400公尺自由式金牌和200公尺自由式银牌，也是韩国游泳队在奥运史上夺得的第一枚金牌。
2010年的廣州亞運，參加項目囊括了男子100公尺、200公尺、400公尺和1500公尺四個自由式，以及四人100公尺自由式、四人200公尺自由式接力和四人100公尺混合式接力賽，成為亞運史上首位報名參加從100公尺到1500公尺所有項目的運動員。
2011年的上海世界泳聯游泳錦標賽，400公尺金牌。
2012年倫敦奧運，在400公尺自由式比賽，他被指預賽犯規被取消資格，經上訴後獲推翻原判，獲得決賽資格，屈居亞軍。他又在200公尺自由式比賽，與孫楊並列亞軍。
2021年7月16日，朴泰桓感染2019冠狀病毒病病毒。

## 禁藥醜聞
2014年9月的亚运会前，被国际泳联查出有使用兴奋剂，2015年3月24日，国际泳联公佈了處罰决定，剥夺朴泰桓在2014年9月3日以后参加的国际比赛的奖金和奖牌，所创造的成绩和纪录全部无效，并且从2014年的9月3日到2016年的3月2日禁赛18个月。因此，朴泰桓在2014年亞洲運動會上獲得的1銀5銅亦被收回。而且，根据大韩体育会的规定，禁赛期后3年内不得代表国家队参赛。
2016年8月，首爾中央地方法院終審判定給朴泰桓注射違禁藥品的醫生違反醫療法罪名成立，予以罰款，朴泰桓本人對違禁藥品並不知情。
然而，這也在當年年底的政壇醜聞中的崔順實有所關聯。

## 影視作品

### 電視劇
- 2024年：tvN《背着善宰跑》飾演（特別出演）

### 綜藝節目
- 2022年2月26日：MBC《全知干預視角》EP.189 with 朴世莉片段特別出演、BTOB